# Nationale Galerij van Armenië
De Nationale Galerij van Armenië (Armeens: Հայաստանի ազգային պատկերասրահ, Hayastani azgayin patkerasrah) is een museum in de Armeense hoofdstad Jerevan. Met 26.000 kunstwerken, grotendeels tentoongesteld in 56 galerijen en hallen, is dit het grootste kunstmuseum van Armenië met Russische en Europese kunstwerken en de grootste collectie van Armeense kunst in de wereld.

## Geschiedenis

### 1921-1935: Kunstendepartement van het Staatsmuseum
De Nationale Galerij van Armenië werd in 1921 op beslissing van de Armeense Socialistische Sovjetrepubliek opgericht als de Kunstafdeling (Art Department), een van de vijf afdelingen van het Staatsmuseum. Martiros Sarian werd benoemd tot directeur van het museum, terwijl Vrtanes Akhikian werd benoemd tot hoofd van het kunstdepartement. Het staatsmuseum bevond zich toen in de Astafianstraat, in een twee verdiepingen tellende gebouw van het gymnasium voor jongens. Het museumgebouw herbergde ook de openbare bibliotheek en het concertgebouw. Het gebouw diende ook als een schuilplaats voor de wezen die uit West-Armenië emigreerden en om deze reden werden in het museum de eerste vier jaar na de opening geen exposities gehouden.
Het museum opende officieel op 14 augustus 1921. De eerste aankopen gebeurden in juli 1921 op de 5de tentoonstelling van werken van de "Unie van Armeense kunstenaars" en omvatte werken van bekende Armeense schilders zoals Yeghishe Tadevosian, S. Arakelian, H. Hagopian, V. Akhikian en G. Sharbabchian. In september van datzelfde jaar werd het voormalig Lazarusinstituut hernoemd naar het Cultuurhuis van Sovjet-Armenië en werd de collectie eigendom van de staat. In een nieuwsbrief van 1925 was er sprake van 400 werken van Russische, Armeense en Europese artiesten.
In 1923 wendde de Volkscommissaris van Onderwijs Askanaz Mravian zich tot de Frans-Armeense schilders en vroeg hen om het museum zo goed mogelijk te helpen. Zijn oproep ontving enthousiaste reacties van onder anderen V. Mahokian, Z. Zardarian, T. Yesayan, S. Khachatrian, R. Chichmanian, die tegen 1935 in totaal 40 werken aan het museum hadden geschonken. Onder de donateurs-weldoeners van het eerste decennium van het museum waren de schilders Martiros Sarian, Y. Tadevosian, P. Terlemezian, V. Gayfejian en de verzamelaars V. Vahanian, D. Khan-Kelekian, V. Kananian. Onder de donaties waren ook de werken van bekende Russische schilders Alexandre Benois, A. Ostroumova-Lebedeva, Y. Lansere, die hun eigen werken aan de galerie schonken. Later, dankzij de donatie van Isaac Brodsky aan het museum, werd de verzameling Russische kunst verrijkt met de werken van de bekende 20e-eeuwse kunstenaars K. Juon, B. Grigoriev, B. Anisfeld en Filipp Maljavin.

### 1935-1947: Staatsmuseum voor Schone Kunsten
In 1935 werd het departement omgevormd tot een onafhankelijk Staatsmuseum voor Schone Kunsten met de historicus Ruben Drambian als eerste directeur. Dankzij de aankopen van werken op nationale tentoonstellingen, studio's, particulieren, toewijzingen van museumfondsen van Rusland, het Staatsmuseum voor de Hermitage, het Russische Rijksmuseum en nationale collecties en voortdurende donaties kreeg het museum de faam om een van de beste musea in de Sovjet-Unie te zijn.

### 1947-1991: Staatsgalerij van Armenië
In 1947 kreeg het museum de naam Staatsgalerij van Armenië en in 1948 begon een grote renovatie aan het museumgebouw. Na 27 jaar dienst stopte Ruben Drambian als directeur van het museum in 1951. Historicus Vahan Harutyunian was gedurende een jaar directeur en vervolgens van 1952 tot 1962, Ruben Parsamyan. Het museum bleef zijn collectie uitbreiden met internationale en Armeense kunstwerken. In de periode 1967-1986 werd de galerie gerund door de kunstenaar Edward IsabekIan. De eerste jaren van zijn activiteit vielen samen met de bouw van het nieuwe tentoonstellingsgebouw (ontworpen door architecten M. Grigorian, A. Ghazarian).
In 1977 werd het museum heropend met een nieuwe opstelling van de collecties. Een paar jaar later werd het gebouw aan de Nalbandianstraat in gebruik genomen. Op de vier verdiepingen van het gebouw waren de verzamelplaatsen, restauratieateliers, onderzoeksafdelingen en de afdeling inventaris en conservering gehuisvest. Nieuwe onderzoeksafdelingen van beeldhouwkunst, decoratieve toegepaste kunst en filiaalbeheer werden geopend. Deze laatste afdeling coördineerde de werkzaamheden in de satelliet-musea in verschillende regio's van de republiek, Etchmiadzin, Hrazdan, Jermuk, Martuni, Leninakan en Kirovakan.

### 1991-heden: Nationale Galerij van Armenië
Na de onafhankelijkheid van Armenië in 1991 kreeg het museum zijn huidige naam en werd de kunsthistoricus Shahen Khachatrian de nieuwe directeur. In hetzelfde jaar kreeg het museum van het Ministerie van Cultuur van de Republiek Armenië een nieuw statuut. Door het verenigen van voormalige Armeense oude en middeleeuwse, nieuwe en moderne kunstafdelingen, werd één gezamenlijke afdeling van Armeense schilderkunst opgericht. Er werden ook buitenlandse en Russische kunstafdelingen gecreëerd, die samen de afdeling van buitenlandse schilderkunst vormden.
Over het algemeen waren de jaren 1990 moeilijke tijden voor de Nationale Galerij. Onderzoekers hadden niet de mogelijkheid om deel te nemen aan conferenties en cursussen in de voormalige USSR. De samenwerking met buitenlandse musea en culturele instellingen waren ook moeilijk.
In 2002 werd schilder en professor Paravon Mirzoyan benoemd tot directeur van de NGA. Onder zijn toezicht kwamen er meer onderzoeksfondsen en floreerden de educatieve afdelingen van de galerij waardoor deze een nieuwe impact kreeg. In hetzelfde jaar werd de galerij gereorganiseerd tot een non-profitorganisatie. Op 18 mei 2004 heropenden de deuren voor de bezoekers na de reorganisatie, met nieuwe permanente tentoonstellingen.

## Kunstcollectie

### Armeense kunst
Armeense kunst maakt een groot deel uit van de collectie (circa 7000 stuks waarvan een 700-tal tentoongesteld), beginnende met oude en middeleeuwse kunst: fresco's van Urartu en kopieën van de mozaïeken van de tempel van Garni en middeleeuwse muurschilderingen en miniaturen, waaronder een 7e-eeuws fresco van de "Kroning van Christus" uit de Sint-Stefanus-kerk (Lmbatavank), een fragment van een fresco uit de 10e eeuw van "Het laatste oordeel" van Sint-Poghos-Petros (Tatev) en een 13e-eeuws fresco van de geboorte van Sint-Astvatsatskin (Akhtala),
Het museum heeft een uitgebreide collectie van schilderijen gerelateerd aan de Armeens-Apostolische Kerk uit de 17e tot 19e eeuw, evenals zilveren boekomslagen van manuscripten, kruisen en 18e-eeuwse altaargordijnen uit heel Azië.
Er bevindt zich ook een grote collectie kunst van Armeense diaspora, die werken omvat van Zakar Zakarian (Parijs), Edgar Chahine (Parijs), Hovsep Pushman (New York), Jean Carzou (Parijs), Jean Jansem (Parijs), Gerardo Oragyan (Rome) en Paul Guiragossian (Beiroet) .
De verzameling historische Armeense kunst is de grootste ter wereld. De galerij bezit 62 schilderijen van Ivan Ajvazovski, een Russisch schilder van Armeense afkomst. De grootste Armeense collectie omvat werken van de klassieke Armeense schilders uit de 19e-20e eeuw zoals Vardges Sureniants, Stepan Aghajanian, Yeghishe Tadevosyan, Panos Terlemezian, Gevorg Basjinjagian, Martiros Sarian, Hakob Kojoyan en Arshak Fetvadjian. In 2008 werd een speciaal paviljoen geopend, gewijd aan werken van Hakob Gurjian.

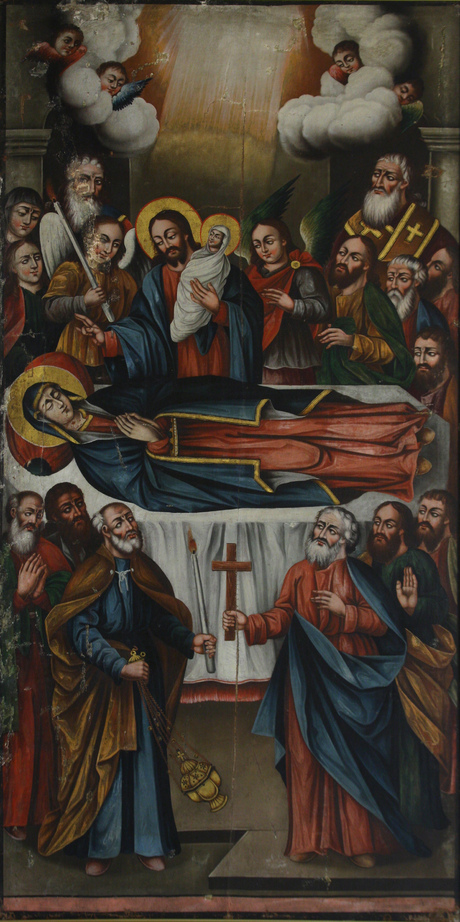
H. Hovnatanian, Hemelvaart van de maagd Maria, 18e eeuw
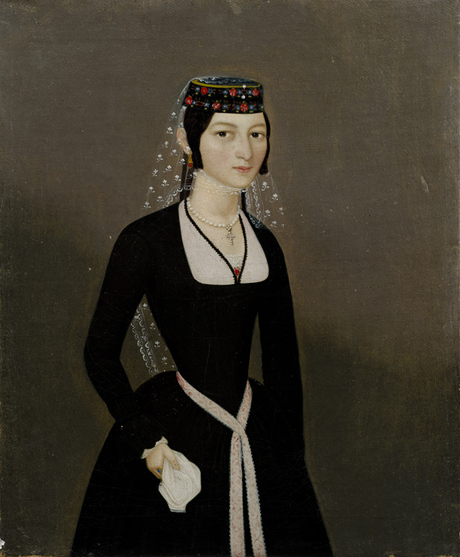
H. Hovnatanyan, Portret van Natali Teumian, 1830-1840
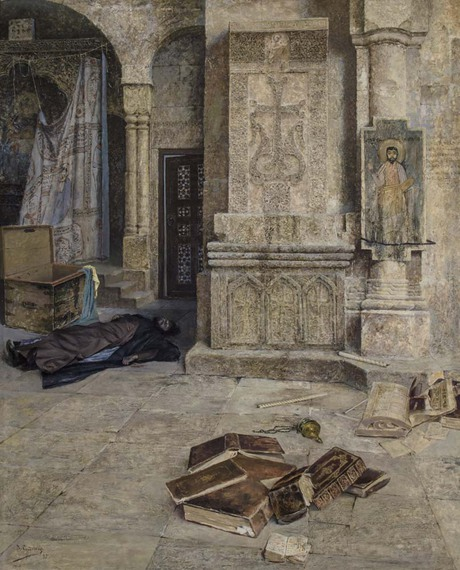
V. Sureniants, Ontwijd schrijn, 1895
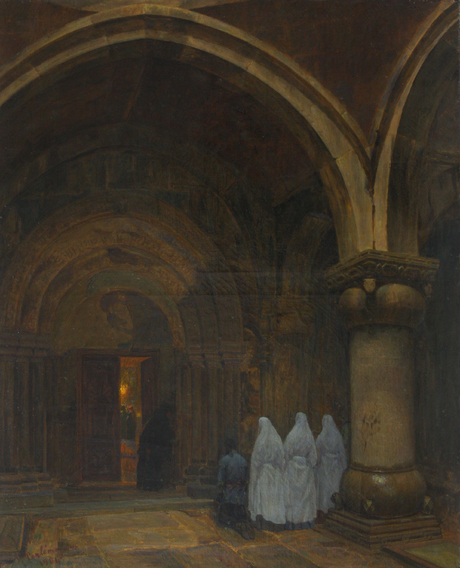
P. Terlemezian, Gavit van het klooster van Sanahin, 1904
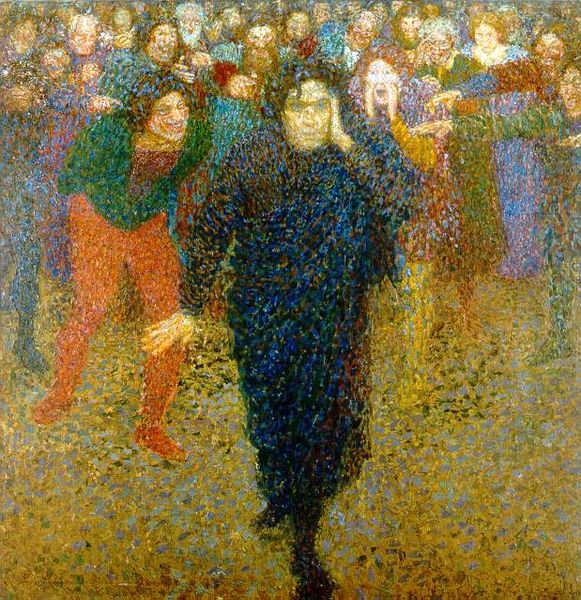
Y. Tadevosyan, De genie en de menigte, 1919

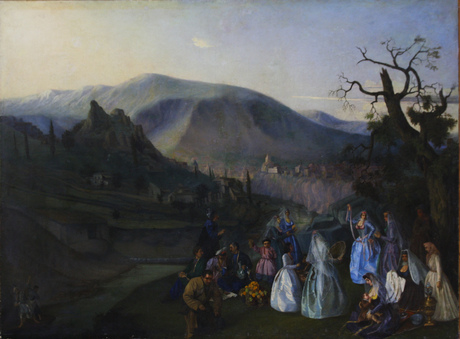
S. Nersisyan, Picknick aan de oever van de Kura, 1860
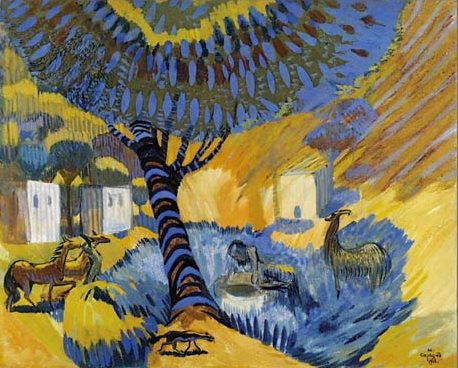
M. Sarian, Warme dag bij de bron, 1908
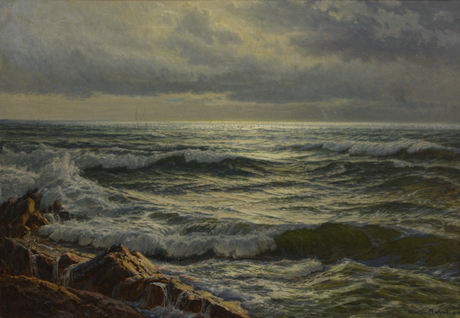
V. Makhokhyan, Oceaan, 1918—1920
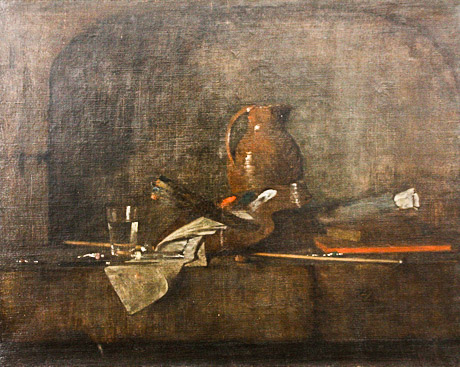
Z. Zakarian, Stilleven, 1900
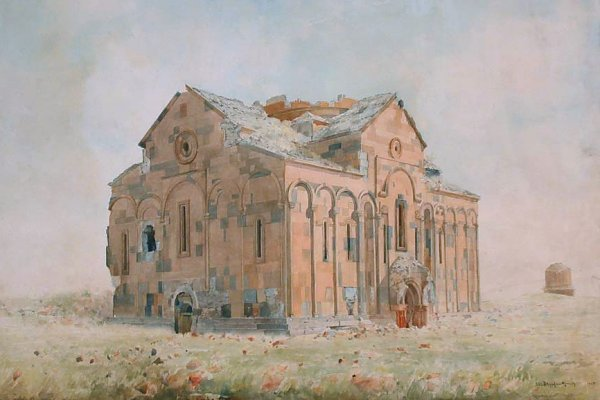
A. Fetvadjian, Cathedraal van Ani, 1905

### Vlaamse en Nederlandse kunst
De galerij bezit circa 30 Vlaamse en 60 Nederlandse kunstwerken, voornamelijk uit de 17de eeuw.
De Vlaamse kunstschool omvat enkele opmerkelijke werken zoals "De processie van Silenus" van Peter Paul Rubens, "De kruisafname" van Antoon van Dyck, opmerkelijke stillevens van Gaspar Verbruggen en Jan Fyt en een "berglandschap" van Joos de Momper. Bij het portretgenre zijn de meest opvallende het vrouwenportret van Pieter Pourbus en het portret van een onbekende kunstenaar uit de 17e eeuw. Twee werken van David Teniers de Jonge behoren tot de zogenaamde genreschilderkunst. Het werk "Faun op bezoek bij een boer" van de relatief minder bekende kunstenaar Jan Cossiers is een voorbeeld van realismekunst.
Bij de Nederlandse collectie bevinden zich werken van bekende kunstenaars uit de Gouden Eeuw. De collectie bevat onder andere "Zangles" van Caspar Netscher, "Gezelschap aan tafel" van Pieter Codde, "Vakantie" van Joost Cornelisz. Droochsloot, werk van Cornelis Dusart. Andere vermeldingswaardige werken zijn "Oorlog en vrede" van Hendrick Goltzius en de "Geboorte van Christus" door Joos van Cleve.
Er zijn ook schilderijen van verschillende landschapskunstenaars tentoongesteld in de galerij waaronder "Zicht op Dordrecht" van Jan van Goyen, "Landschap met een gebroken boom" van Allaert van Everdingen en het zeelandschap van Ludolf Bakhuizen. In die tijd werd in Nederland het zogenaamde "Italiaanse landschap" heel populair, in de galerij vertegenwoordigd door werken van Nicolaes Pieterszoon Berchem, Cornelis van Poelenburgh, Karel Dujardin en Frederik de Moucheron. De galerij bezit ook Nederlandse schilderijen van stillevens van Pieter Claesz, Jan Weenix en Abraham van Beijeren. Het Nederlands portretgenre wordt vertegenwoordigd door "De geldwisselaar" van Matthias Stom en het vrouwenportret van Caspar Netscher.
In de collectie zijn ook "militaire kunstwerken", bijvoorbeeld "Polen in de strijd tegen de Zweden" van Philips Wouwerman en "De veldslag" van Esaias van de Velde. De collectie omvat ook grafische werken van onder anderen Adriaen van Ostade, Jan Lievens, Jan van der Heyden, Maerten van Heemskerck, Godfried Schalcken, Abraham van Diepenbeeck, Adriaen van de Velde, Jan van Goyen, Bonaventura Peeters en Jan Dirksz. Both.

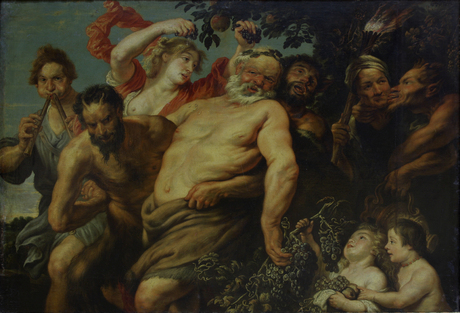
P. Rubens, Silenus mars
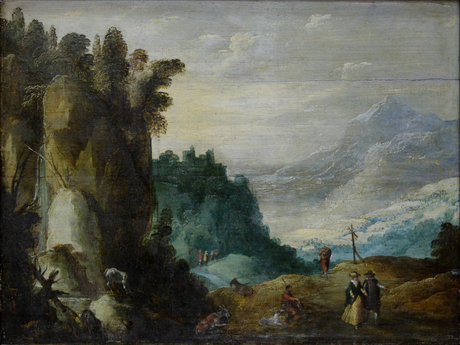
J. de Momper, Berglandschap
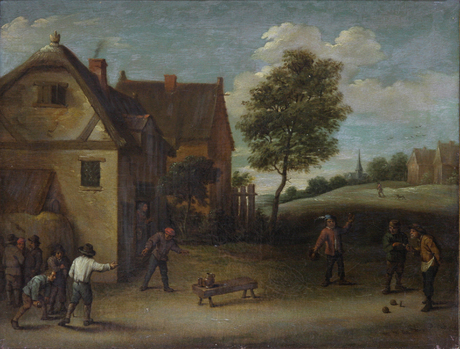
D. Teniers, Kegelspel
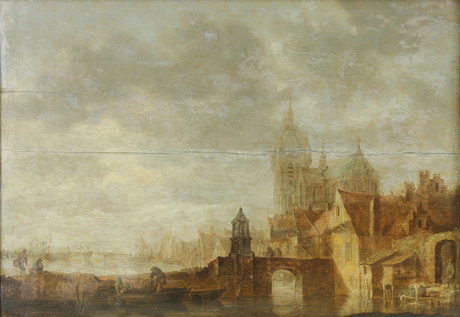
J. van Goyen, Dordrecht
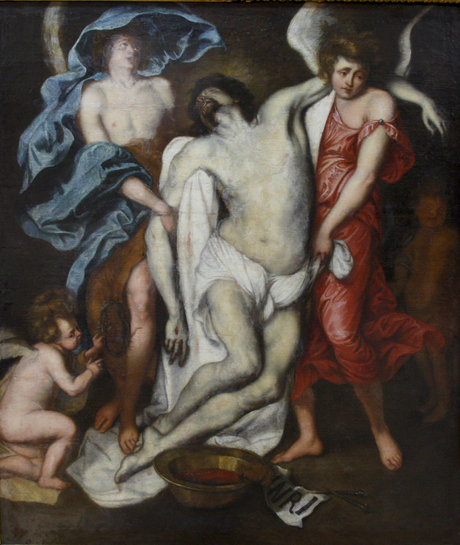
A. van Dyck, De kruisafname

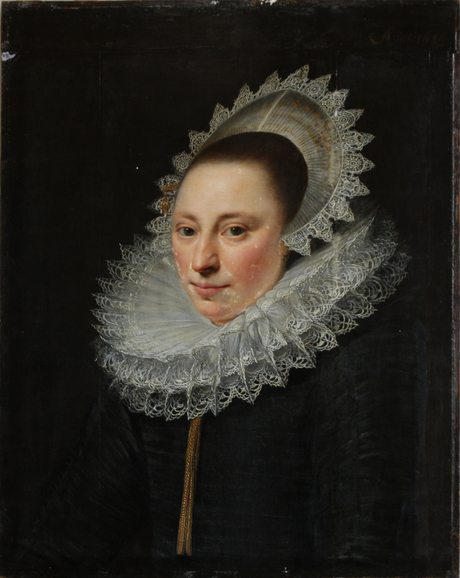
Onbekend schilder, portret van een vrouw
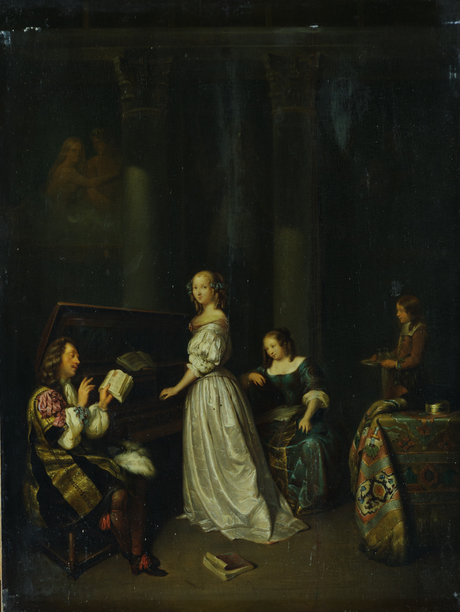
C. Netscher, Zanglessen
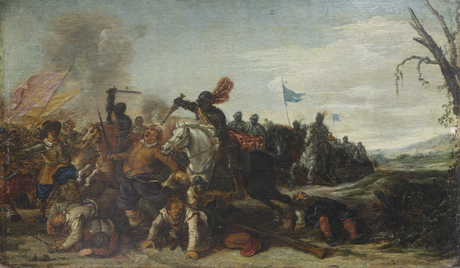
E. van de Velde, De veldslag
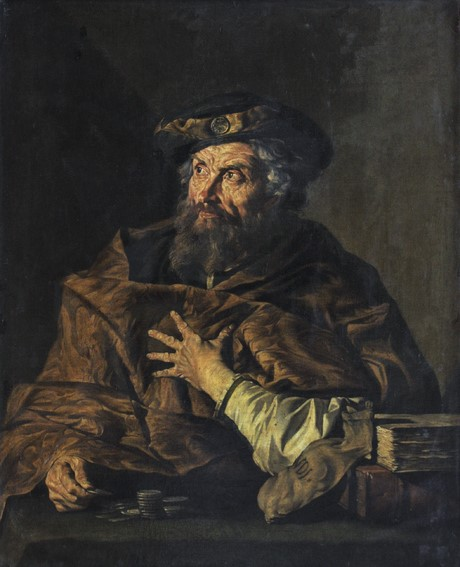
M. Stom, De geldwisselaar
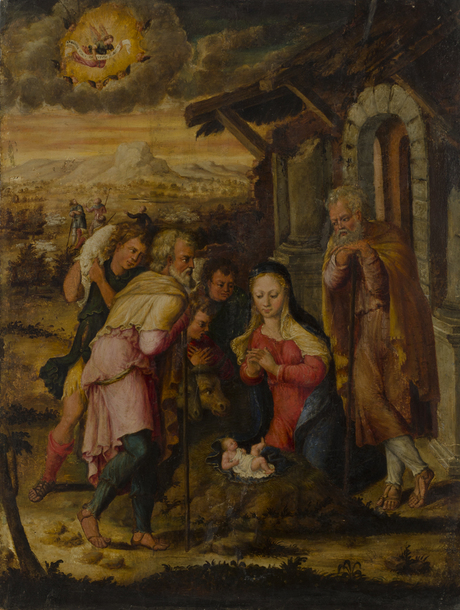
J. van Cleve, Geboorte van Christus

### Italiaanse kunst
De Italiaanse collectie omvat werken vanaf de 14e eeuw.  Een van de meest opmerkelijke schilderij is "Kerstmis" van een onbekende kunstenaar uit de omgeving van Botticelli. "Apollo en Pan" van de Tintoretto is een prominent voorbeeld van de hoogrenaissance. Het portretgenre uit de 17e eeuw wordt vertegenwoordigd door "Portret van Nikola Kuchi" van Bernardo Strozzi en twee portretten van Guercino, lid van de Bolognese School. Het schilderij van Jacopo da Pontormo illustreert een vroegere periode van het portretgenre.
Het museum heeft een uitgebreide collectie bijbelse kunst, "De geboorte van Jezus en aanbidding van de herders" door Jacopo Bassano "De goede Samaritaan" van Leandro Bassano, werken van Luca Giordano, Pietro da Cortona, Sebastiano Ricci, Luca Signorelli, Pompeo Batoni, Bernardino Luini, Paolo Farinati, Giovanni Battista Salvi da Sassoferrato, Alessandro Turchi en Giacomo Cavedone. Er zijn een aantal opmerkelijke Theotokos-portretten van Theotokos door onder anderen Benvenuto Tisi, Sebastiano Conca en Elisabetta Sirani.
Landschapskunst uit de 18e eeuw wordt vertegenwoordigd door Francesco Guardi, Francesco Zuccarelli, Gisolphi en enkele andere onbekende kunstenaars.
De collectie omvat ook grafische werken van Giovanni Domenico Tiepolo, Giovanni Paolo Panini, Federico Zuccari, Jacopo da Empoli, Luca Cambiasi, Pietro Dandini, Jacopo Vignali, Bernardo Bellotto, Giovanni Domenico Teipolo en Stefano della Bella.

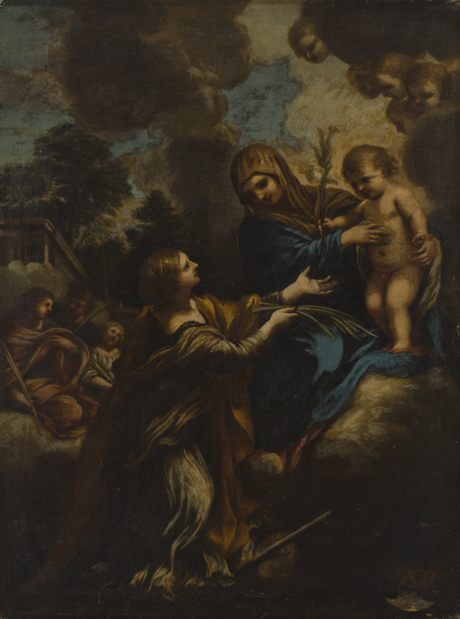
P. Cortona, Heilige Maria en het kind Jesus en Sint-Katharina
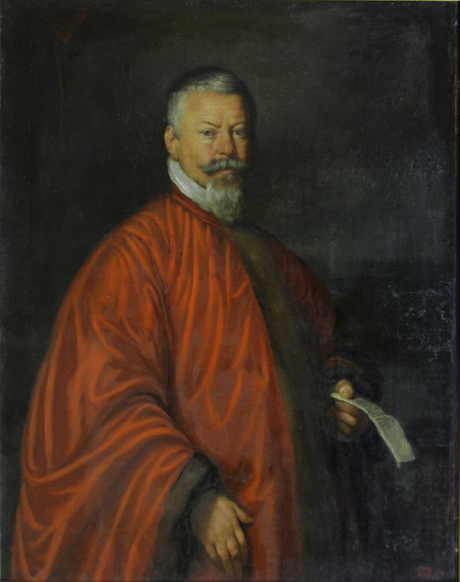
B. Strozzi, Portret van Nikola Kuchi
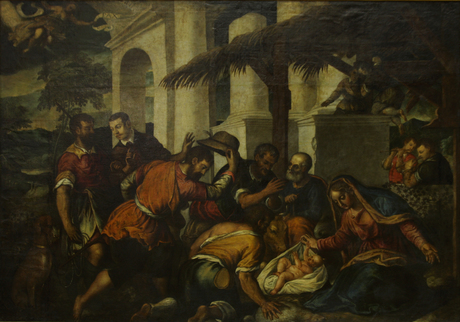
J. Bassano, De geboorte van Jezus en aanbidding van de herders
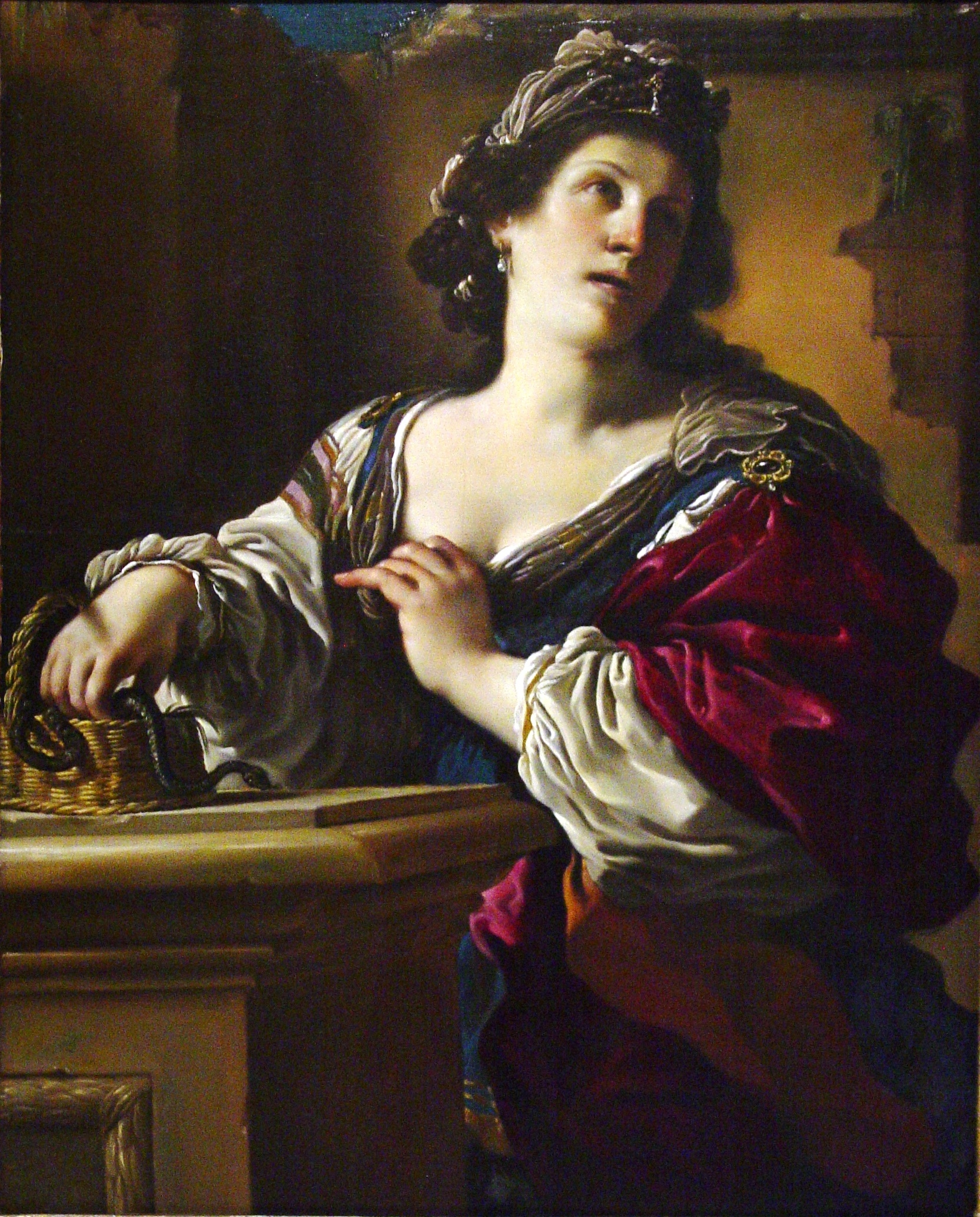
Guercino, Cleopatra
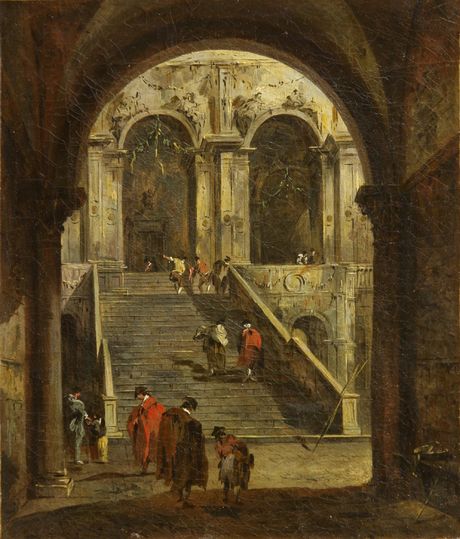
F. Guardi, Tuin

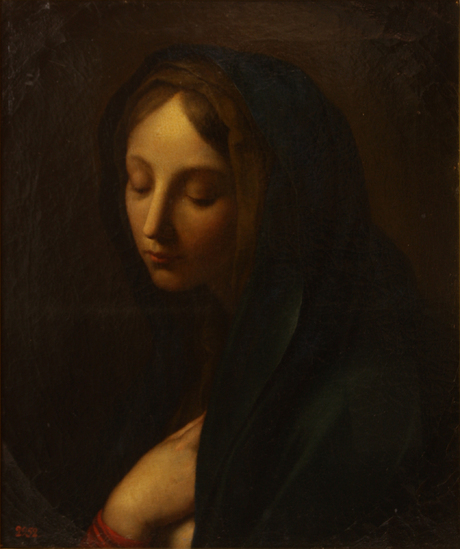
S. Conca, Petemoei
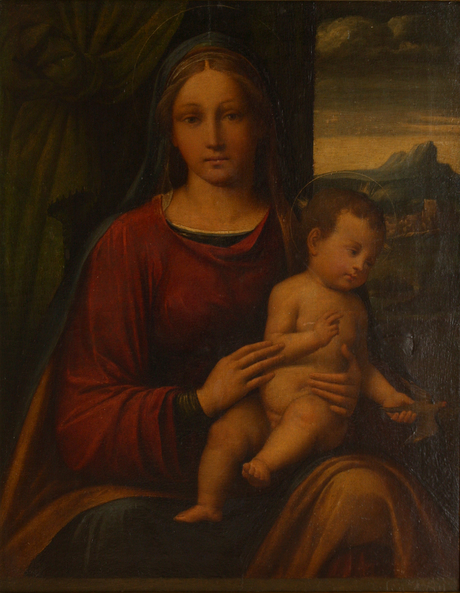
B. Tisi, Madonna en kind
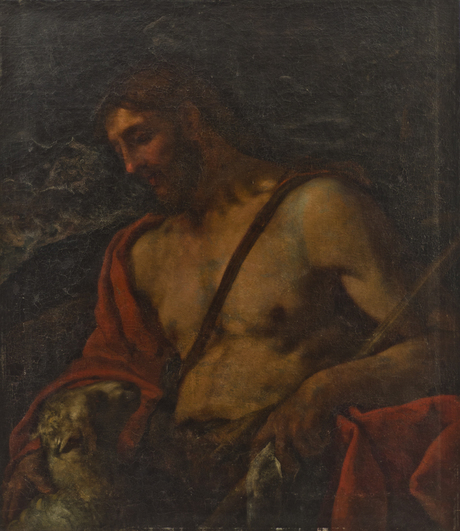
L. Giordano, De goede herder
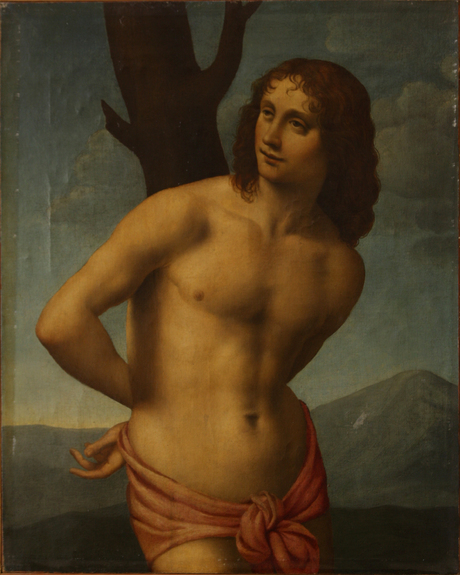
B. Luini, Sint-Sebastiaan
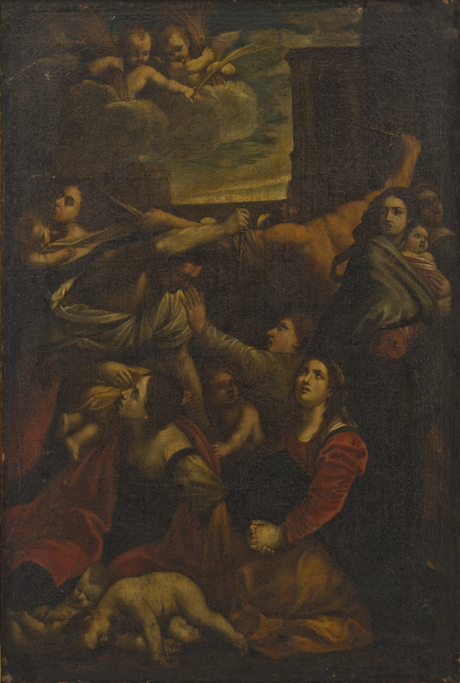
L. Signorelli, Kindermoord

### Franse kunst
De collectie Franse kunst is het sterkst vertegenwoordigd ten opzichte van de andere West-Europese landen. De werken komen verspreid over een periode van de 17e tot de 20e eeuw.
De oudste werken komen uit de 17e eeuw waaronder "Rinaldo en Armida" van Jean-Honoré Fragonard, "Hoofd van een jonge vrouw" van Jean-Baptiste Greuze en werken van onder anderen Jean-Marc Nattier, Nicolas de Largillière, François-Hubert Drouais, Charles André van Loo en Jacques Courtois. Het schilderij "Jonge vrouw met een bloem" is een schilderij van François Boucher, een van de meest prominente vertegenwoordigers van de rococo. Er zijn andere werken in dezelfde stijl zoals "De Italiaanse acteurs" van Nicolas Lancret en "Slapend kind met engelen" van François Lemoyne. Het classicisme wordt vertegenwoordigd door portretten van Élisabeth Louise Vigée Le Brun.
De ontwikkeling van het landschapsgenre in de Franse schilderkunst kan worden teruggevoerd tot de 18e eeuw met het werk van Gaspard Dughet. Landschapsgenre uit de achttiende eeuw wordt vertegenwoordigd door drie werken van Hubert Robert en drie werken van Claude Joseph Vernet.
De collectie bevat werken van de School van Barbizon, die de ontwikkeling van het realisme in de Franse kunst van de 19e eeuw sterk hebben beïnvloed. Onder andere "Schemer in een bos" van Théodore Rousseau, twee schilderijen van Narcisse Díaz de la Peña en een zeegezicht van Félix Ziem. De galerij exposeert ook "Portret van een meisje" van Franse schilder Gustave Courbet, de leider van de realisme-beweging in de 19e eeuw. Uit die periode stammen ook werken van Horace Vernet, Alexandre-Gabriel Decamps en Théodore Gudin.
Werken van Eugène Boudin, Louis Anquetin, Bernard Buffet en Adolphe Monticelli geven een kort overzicht van de latere ontwikkeling van de Franse kunst. De collectie omvat ook grafische werken van Jean-Antoine Watteau, Jean-Baptiste Greuze, Jacques Bellange, Jules Pascin en Auguste Rodin en sculpturen van Antonio Canova en Étienne Maurice Falconet.

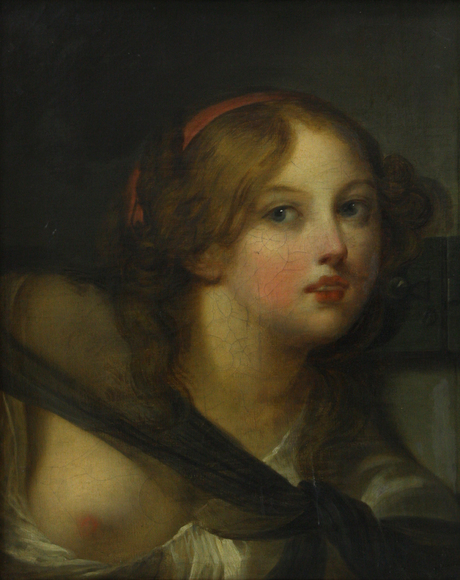
J-B. Greuze, Portret van een meisje
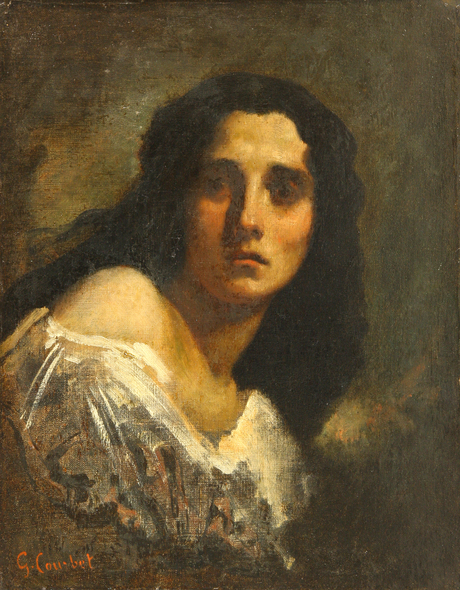
G. Courbet, Portret van een meisje
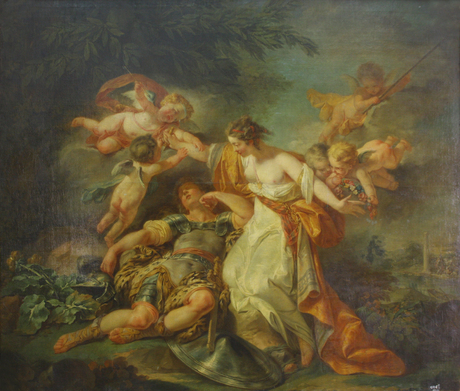
J-H. Fragonard, Rinaldo en Armida
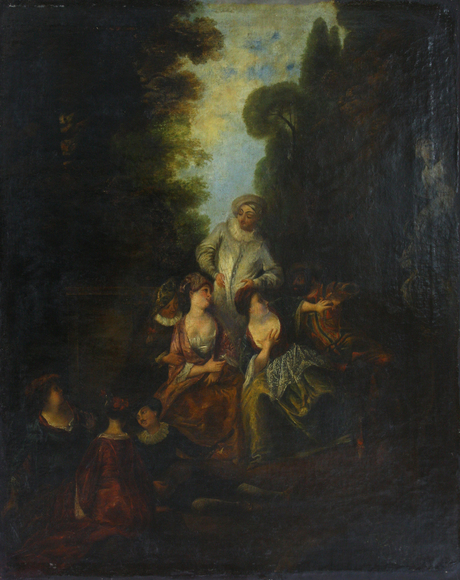
N. Lancret, De Italiaanse acteurs
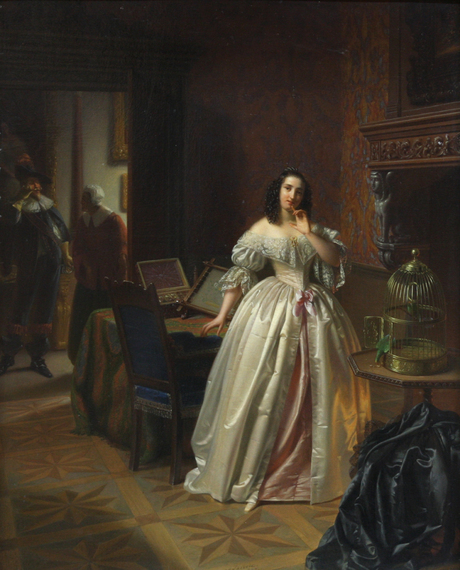
E. Delacroix, De gast

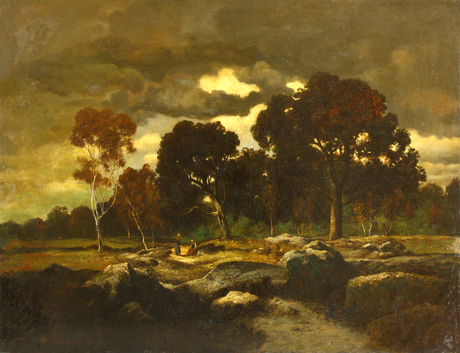
T. Rousseau, Schemer in het bos
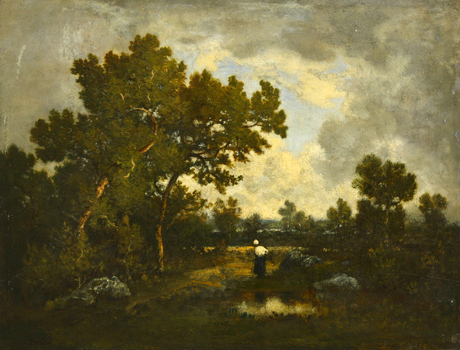
N. V. Díaz, Landschap
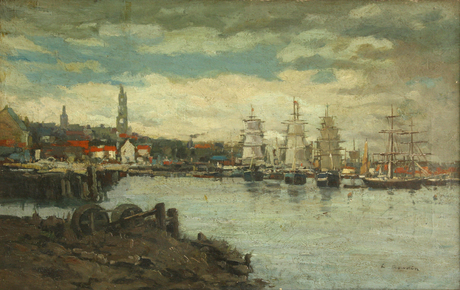
E. Boudin,  Zeehaven
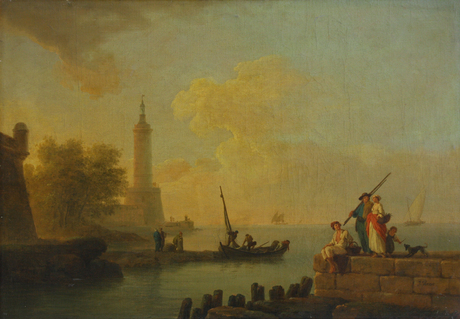
J. Vernet, Zeezicht
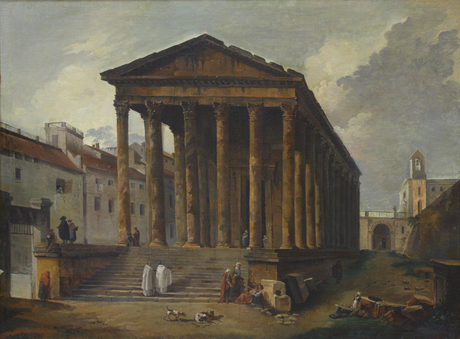
H. Robert, Oude tempel

### Russische kunst
De Russische kunst is ook uitgebreid aanwezig in de collectie en er worden rond de 230 kunstwerken tentoongesteld in de galerij. De Russische seculiere kunst omvat portretten en sculpturen vanaf het einde van de 18e tot het begin van 19e eeuw, met werken van Ivan Argunov, Dmytro Levytsky, Fyodor Rokotov, Vladimir Borovikovsky, Ivan Martos en Fedot Shubin. De Russische landschapskunst uit de achttiende eeuw wordt vertegenwoordigd door verscheidene schilderijen van Fyodor Matveyev en Michail Ivanov.
De Russische schilderkunst uit de eerste helft van de 19e eeuw omvat werken van Orest Kiprenski, vier schilderijen van Vasili Tropinin, drie werken van Sylvester Shchedrin en werken van onder anderen Karl Brjoellov en, Pyotr Basin. Kunstwerken van Henryk Siemiradzki, Sergey Zaryanko, Ivan Khrutsky en Vasily Serebryakov representeren de tweede helft van de 19e eeuw.
Uit de periode van de eeuwwisseling 19e-20e eeuw stammen werken van Alexandre Benois, oprichter van de kunstenaarsbeweging Mir Iskoesstva en Boris Anisfeld en Viktor Borisov-Moesatov in de symbolisme-kunsttroming. De verzameling uit die periode omvat ook de werken "Zomerresidentie" van Marc Chagall en twee werken van Wassily Kandinsky, werken van Ivan Sjisjkin, Isaak Levitan, Vasili Soerikov, Ilja Repin, Valentin Serov, Archip Koeindzji, Vasili Veresjtsjagin, Konstantin Makovski, Vladimir Makovski, Vasili Polenov, Michail Vroebel, Michail Nesterov en Koezma Petrov-Vodkin.

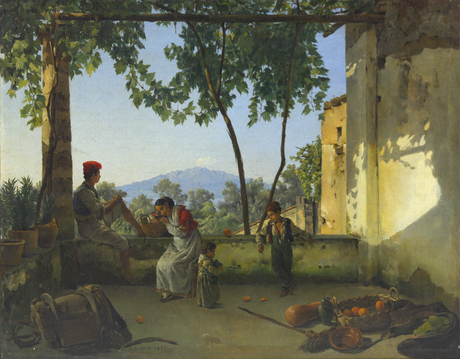
S. Shchedrin, Balkon In Sorrento
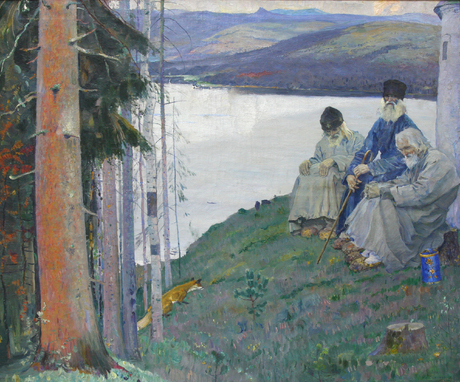
M. Nesterov, Drie oude mannen
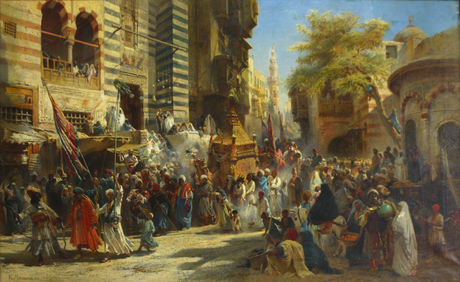
K. Makovski, Mohammed's tapijt verhuist van Mekka naar Cairo
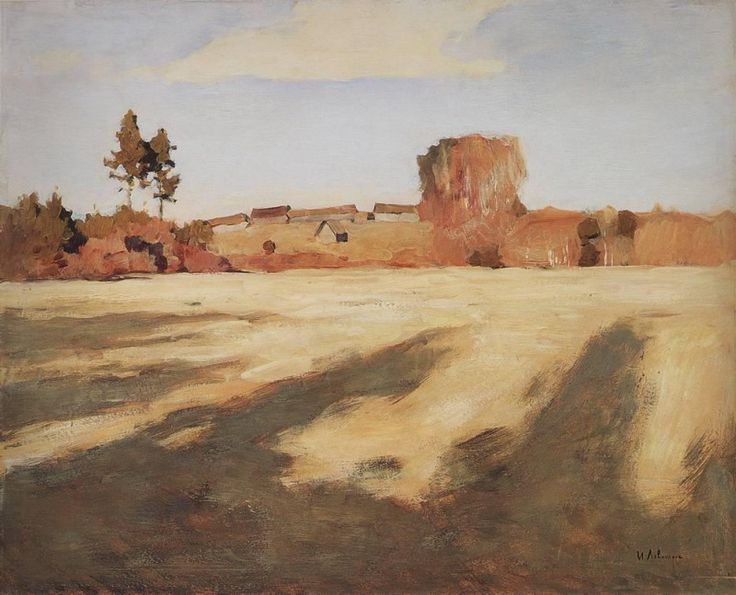
I. Levitan, Herfst, zonnige dag
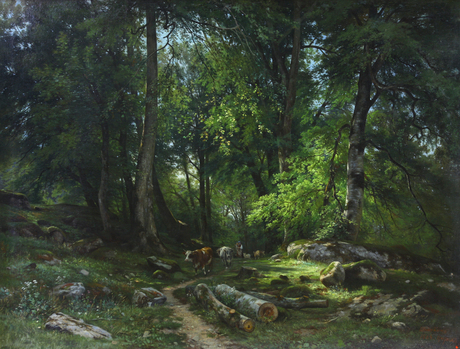
I. Sjisjkin, In het bos

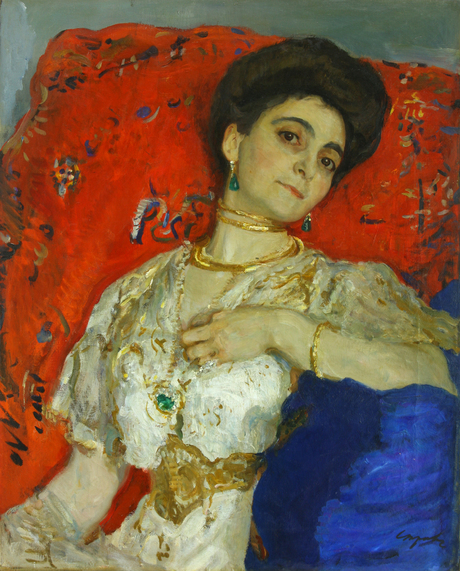
V. Serov, Portret van M. N. Akimova
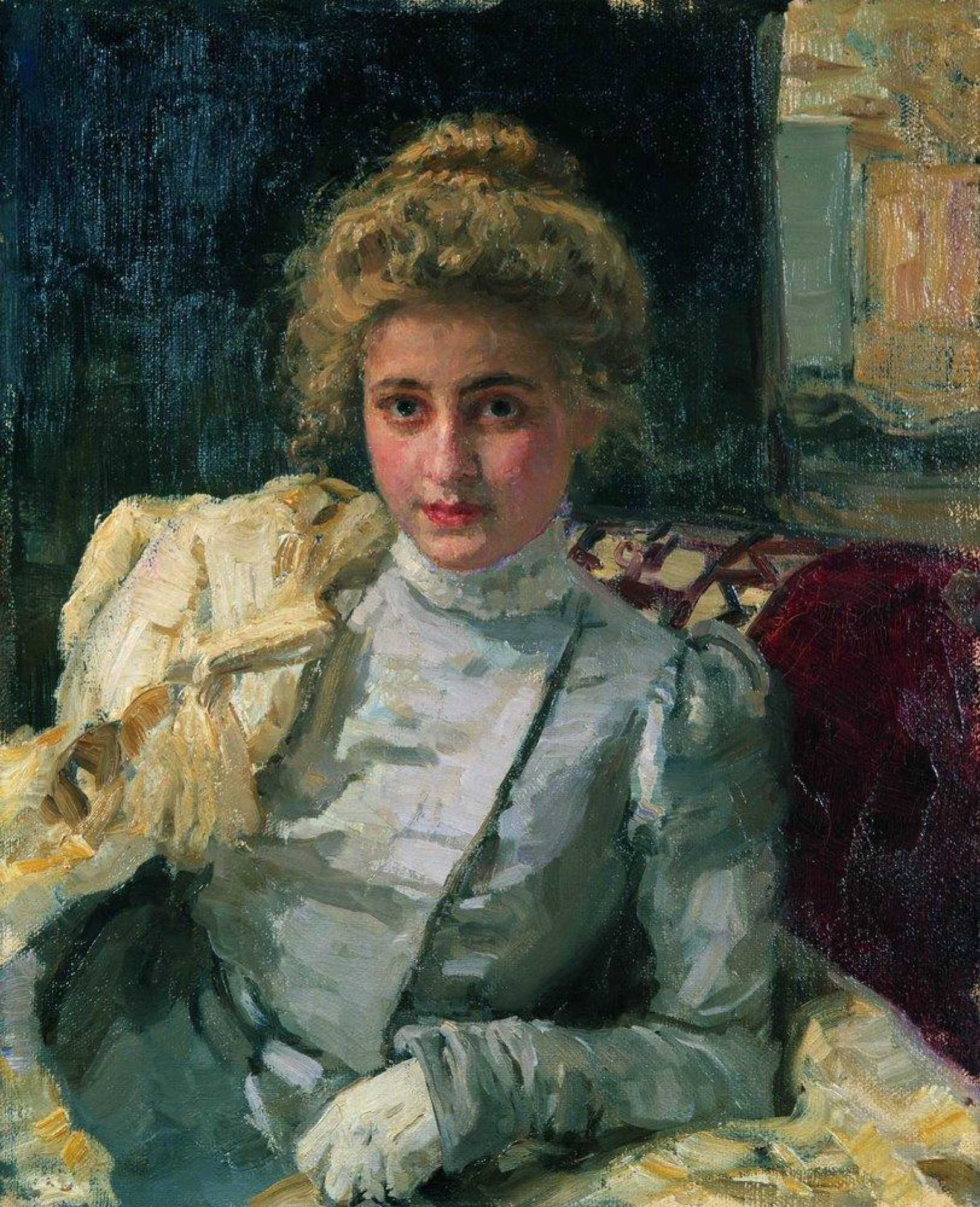
I. Repin, Portret van Tevashova
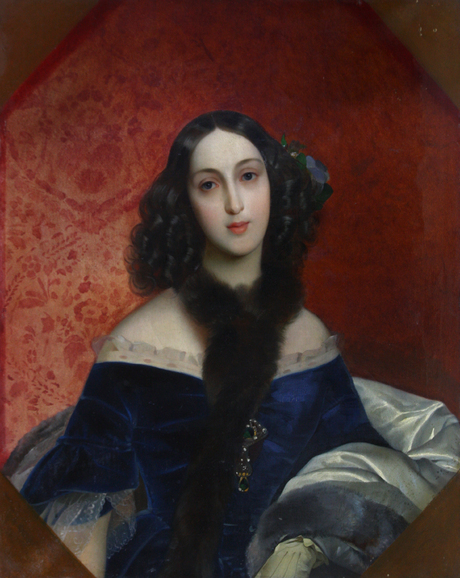
K. Brjoellov, Portret van M. A. Bek
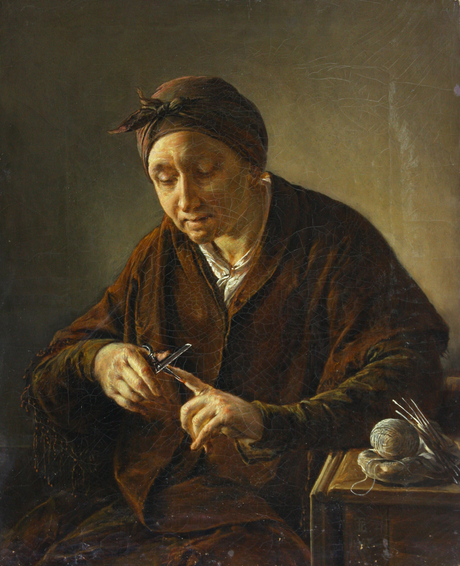
V. Tropinin, Nagelknippende vrouw
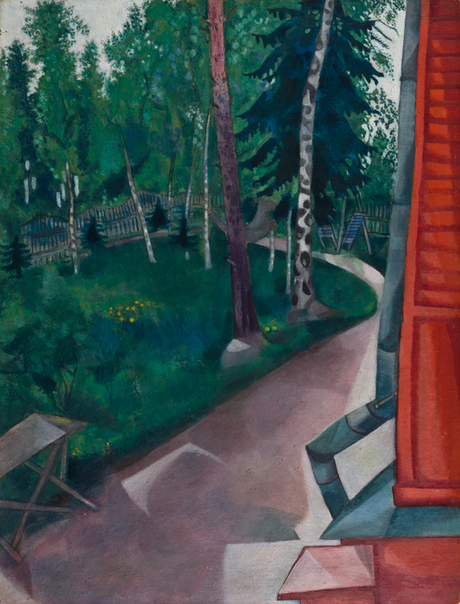
M. Chagal, Zomerresidentie

### Andere Europese kunst
De Spaanse kunst wordt vertegenwoordigd door verschillende werken, waaronder "De kruisafname", een schilderij van de prominente vertegenwoordiger van het Spaanse maniërisme, Luis de Morales. De collectie omvat ook etsen, onder andere "Stieren" van Francisco Goya, "Het leesmoment" van Marià Fortuny, een van de leiders van het romantische oriëntalisme en vier grafische werken van Salvador Dali.
De Duitse kunst wordt vertegenwoordigd door onder anderen landschapsschilders Jacob Philipp Hackert en Johann Heinrich Roos. De collectie bevat ook negen afbeeldingen van de Duitse schilder Albrecht Dürer, "Christus gepresenteerd aan het volk" van Sebald Beham en grafisch werk van Franz von Stuck, Jurgen Ovens en Daniel Chodowiecki.
Naast werken van Spaanse en Duitse kunstenaars bezit de Galerij schilderijen van Zwitserse kunstenaars Alexandre Calame en Louis Léopold Robert, de Roemeense kunstenaars Ion Andreescu en Ştefan Dimitrescu (Roemenië) en de Poolse kunstenaar January Suchodolski.